# Уилан, Пол
Пол Николас Уилан (англ. Paul Nicholas Whelan; род. 5 марта 1970, Оттава) — американский гражданин, бывший морской пехотинец США. В декабре 2018 году арестован в России, а затем осуждён за шпионаж. В июне 2020 года приговорён к 16 годам тюремного заключения.
1 августа 2024 года освобождён в рамках обмена заключёнными между Россией и Западом.

## Биография
Родился в Канаде в семье ирландского происхождения, которая в начале 1960-х годов перебралась из Великобритании в Канаду в поисках работы. В начале 1970-х годов семья перебралась в США, и школу Пол Уилан заканчивал в американском штате Мичиган. Кроме гражданства США, у него есть также гражданства Канады, Ирландии и Великобритании.
После школы Пол служил в полиции, а в 2001 году стал IT-специалистом в кадровой компании Kelly Services. В 2003 году он взял отпуск на пять лет и проходил службу в резерве Корпуса морской пехоты США, где занимал административно-хозяйственные должности. Но в январе 2008 года он был осуждён военным трибуналом по нескольким пунктам обвинения, связанным с хищениями, а затем уволен из рядов вооружённых сил США. После этого он продолжил работу в Kelly Services, где в 2010 году его повысили до старшего менеджера по безопасности. Он работал в Kelly Services до 2016 года, а затем перешёл на должность директора по глобальной безопасности и расследованиям в компанию по производству автокомплектующих BorgWarner.
С 2006 года Уилан периодически посещал Россию. Он изучал русский язык, вёл страницу в социальной сети «ВКонтакте», где общался с российскими друзьями.

## Арест и суд
22 декабря 2018 года Уилан вновь прилетел в Москву и поселился в гостинице «Метрополь». Его брат сообщил, что Пол прибыл в Москву на свадьбу бывшего сослуживца, собиравшегося жениться на россиянке. 28 декабря 2018 года он был задержан сотрудниками ФСБ в своём гостиничном номере при получении от сотрудника российских спецслужб USB-накопителя. По данным следствия, в содержащихся на нём записях речь шла о сотрудниках одного из подразделений службы экономической безопасности ФСБ. Сам же Уилан после задержания заявил, что рассчитывал получить от знакомого в номере «Метрополя» «флешку» с фотографиями церквей из Сергиева Посада, где он отдыхал вместе с российским офицером, своим старым другом.
Пол Уилан был обвинён в шпионаже. По версии обвинения, Уилан был кадровым разведчиком США, собиравшим в России секретные сведения и пытавшимся вербовать сотрудников ФСБ и министерства обороны. Сам же Уилан свою вину отрицал, утверждая, что никогда не имел никакого отношения к американским спецслужбам, а стал жертвой провокации в связи с долгом в размере около 100 тыс. руб., который его давний знакомый, оперативник ФСБ, не захотел ему отдавать.
После ареста Уилан неоднократно жаловался на здоровье и на то, что ему не оказывают медицинскую помощь. В конце мая 2020 года ему была сделана срочная операция по удалению грыжи. Посольство США в Москве назвало эту операцию запоздалой: по словам пресс-секретаря посольства Ребекки Росс, её провели, только когда состояние Уилана стало критическим.
В июне 2020 года Московский городской суд признал Уилана виновным в шпионаже и приговорил его к 16 годам лишения свободы. Он был направлен для отбывания наказания в исправительную колонию строгого режима ИК-17 в Мордовии.
После приговора государственный секретарь США Майк Помпео заявил, что Соединённые Штаты «возмущены решением российского суда приговорить Пола Уилана». «Мы серьёзно обеспокоены тем, что Уилан был лишён гарантий справедливого судебного разбирательства», — сказал он. По словам Помпео, российские власти «поставили под угрозу» жизнь Пола Уилана, «игнорируя наличие у него заболеваний». Помпео сказал: «Обращение российских властей с Полом продолжает вызывать ужас, и мы требуем его немедленного освобождения». По словам адвокатов Пола Уилана, после его задержания им говорили, что его могут обменять на Виктора Бута, отбывавшего с 2012 по 2022 годы срок в американской тюрьме по обвинению в незаконных сделках с оружием и финансировании терроризма, однако обмен состоялся без участия Уилана, соответственно он продолжал отбывать наказание в России.
1 августа 2024 года был освобождён в рамках обмена заключёнными между Россией и Западом.
Через несколько дней после обмена РЕН ТВ и RT опубликовали видео задержания и обыска Пола Уилан в 2018 году.